# Thomass-Eck
|                                       | Dieser Artikel wurde im Portal München zur Verbesserung eingetragen. Als Begründung wurde angegeben: „Geschichte und Beschreibung ergänzen.“. Hilf mit, ihn zu bearbeiten, und beteilige dich an der Diskussion! |
| Vorlage:Portalhinweis/Wartung/München | |

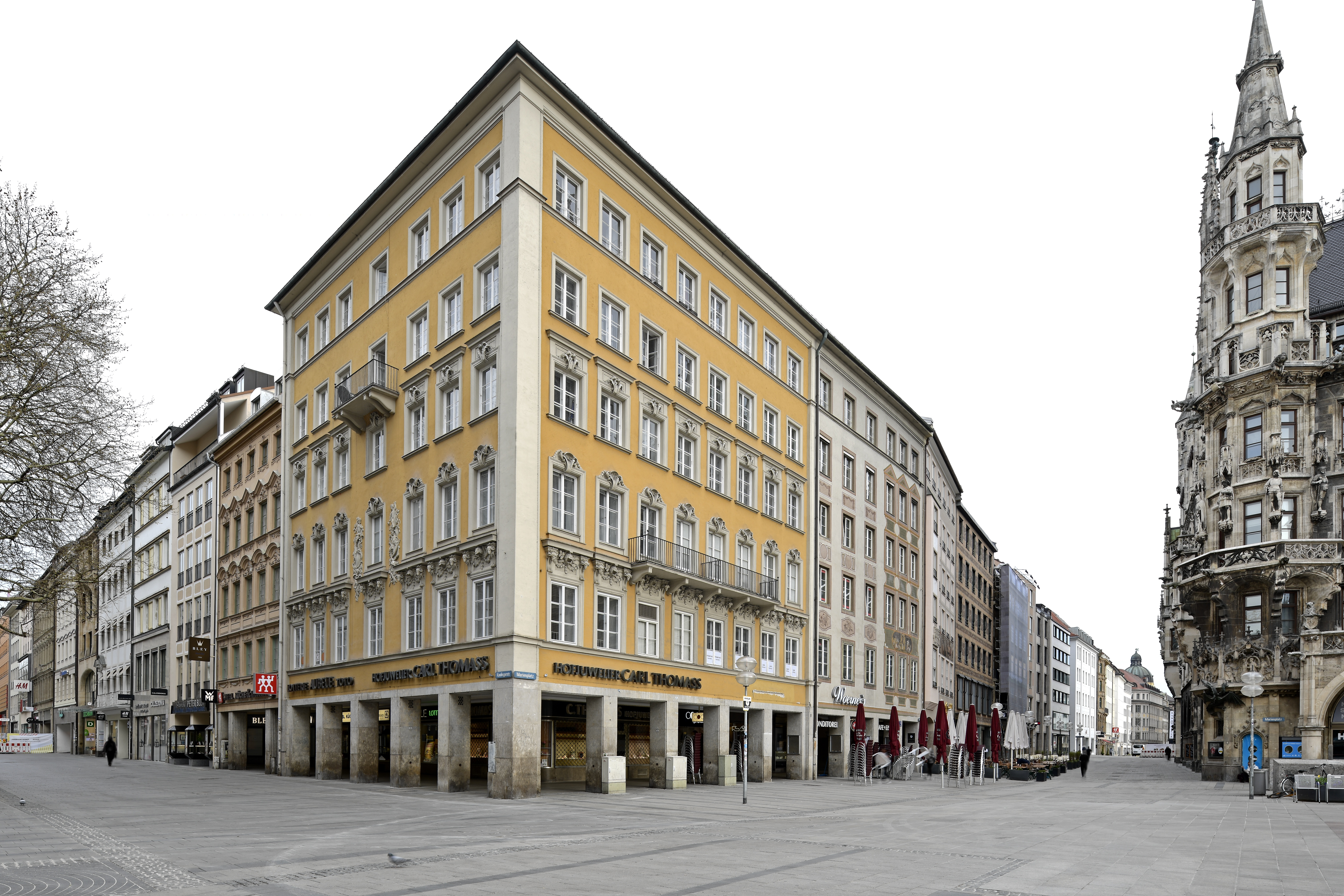
Thomass-Eck

Das Thomass-Eck ist ein Wohn- und Geschäftshaus am Marienplatz in München. Den Namen Thomass-Eck verdankt es dem Juwelier und Unternehmer Carl Johann Thomass. In dem Gebäude war früher die Hauptwache der Stadt München untergebracht. Der heute insgesamt sechsgeschossige Eckbau mit Stuckdekor am ersten bis dritten Obergeschoss im Stil des Rokoko entstand in den Jahren 1769–71 als ein weitgehender Neubau von François de Cuvilliés d. J., vermutlich über einem älteren Kern. 1870 wurden zwei Geschosse aufgestockt und das Gebäude mit Hausnummer 2 zusammengelegt. Nach Schäden aus dem Zweiten Weltkrieg erfolgte 1950 ein vereinfachter Wiederaufbau.
Das Haus ist als Baudenkmal in die Bayerische Denkmalliste eingetragen.

## Lage
Das Thomass-Eck liegt am Marienplatz 1 am westlichen Ende des Marienplatzes in der Münchner Altstadt. Wie der Name andeutet, ist es ein Eckbau, seine Südseite liegt an der Kaufingerstraße.